# Unterseeboot 36 (1936)
Pour les articles homonymes, voir Unterseeboot 36.
Le Unterseeboot 36 (ou U-36) est un U-Boot de type VII A de la Kriegsmarine (marine de guerre allemande) pendant la Seconde Guerre mondiale.
Il est commandé dans le cadre du plan Z le 25 mars 1935 en violation du traité de Versailles qui proscrit la construction de ce type de navire par l'Allemagne.

## Historique
Mis en service le 4 novembre 1936, l'U-36 sert de 1935 à 1939 dans la U-Bootschulflottille.
Il réalise sa première patrouille de guerre, quittant le port de Wilhelmshaven, le 31 août 1939, sous les ordres du Kapitänleutnant Wilhelm Fröhlich et rejoint Kiel sept jours plus tard, soit le 6 septembre 1939. Il repart le lendemain pour naviguer le long des côtes écossaises et retourne à Kiel le 30 septembre 1939, soit 24 jours en mer.

Le 17 septembre 1939, le sous-marin britannique HMS Seahorse manque de peu de couler l'U-36 par un tir de trois torpilles. Le sous-marin venait de contrôler un bateau à vapeur danois neutre. Chanceux, l'une des torpilles est passée sous le bateau.
Au cours de sa deuxième patrouille, l'U-36 est coulé le 4 décembre 1939 en Mer du Nord au sud-ouest de Kristiansand en Norvège à la position géographique de 57° 00′ N, 5° 20′ E par une torpille tirée du sous-marin britannique HMS Salmon. Les 40 hommes d'équipage meurent dans cette attaque. Il avait pour mission de se rendre à la base Nord en Union soviétique.

## Affectation
- U-Bootschulflottille du 16 décembre 1936 au 1er août 1939. (navire-école)
- 2. Unterseebootsflottille du 1er septembre 1936 au 4 décembre 1939. (service actif)

## Commandements successifs
- Kapitänleutnant Klaus Ewerth du 16 décembre 1936 au 31 octobre 1938
- Korvettenkapitän Wilhelm Fröhlich du 1er février 1939 au 4 décembre 1939

## Navires coulés
L'U-36 a coulé deux navires marchands pour un total de 2 813 tonneaux et endommagé un navire marchand de 1 617 tonneaux lors de ses deux patrouilles (27 jours en mer).
| Navires coulés par le U-36 |            |             |         |
| Date                       | Navire     | pavillon    | Tonnage |
| 15 septembre 1939          | SS Truro   | Royaume-Uni | 974 t   |
| 25 septembre 1939          | SS Silesia | Suède       | 1 839 t |